# La grande odalisque
La grande odalisque (De grote odalisk) is een schilderij van de neoclassicistische Franse kunstschilder Jean Auguste Dominique Ingres uit 1814, 91 x 162 centimeter, olieverf op doek. Een naakte odalisk wordt ruggelings geportretteerd, in een stijl die romantische, vooral oriëntalistische invloeden verraadt. Het werk is thans te zien in het Louvre te Parijs.

## Context
Westelijk Europa raakte tijdens het bewind van Napoleon in de ban van het Oosten, waaruit later de stijl van het oriëntalisme zou voortkomen. Ook Ingres zou meermaals odalisken schilderen, hetgeen als een toegestane vorm van erotiserende kunst ging gelden in een door aseksuele Christelijke waarden gedomineerde samenleving. In opdracht van Carolina Bonaparte, de zus van Napoleon, schilderde Ingres in 1813-1814 twee bij elkaar horende naakten, waarvan La grande odalisque er een was. De pendant van het werk, met een slapende vrouw, ging echter verloren tijdens de ineenstorting van Napoleons rijk.
Ingres schilderde La grande odalisque in Rome, waar hij toentertijd grote bekendheid genoot. Hij liet zich voor het werk inspireren door de grote Italiaanse meesters Titiaan (de Venus van Urbino) en Giorgione (de Slapende Venus). De pose van de over haar schouder kijkende odalisk lijkt echter duidelijk geïnspireerd op het portret Madame Récamier (1800) van zijn leermeester Jacques-Louis David.

## De afbeelding
Ingres schildert zijn odalisk conform het schoonheidsideaal dat in die dagen gangbaar was: vrouwen moesten nog slank zijn, later in de negentiende eeuw zouden de odalisken in de schilderkunst aanzienlijk voluptueuzer worden. Hij schildert het werk met opvallend veel aandacht voor de lijnvoering en ogenschijnlijk veel minder voor kleur. De ornamenten en ook het haar kennen een hoge mate van detaillering. De fijne sporen van de wierookbrander rechts zijn zo natuurgetrouw weergegeven dat de lucht bijna uit het schilderij lijkt op te stijgen. De textuur van de rijke stoffen is dusdanig geschilderd dat ze bijna voelbaar wordt.
Toch speelde Ingres welbewust met het ogenschijnlijke realisme van zijn schilderstijl. Zo maakt hij het figuur van zijn model mooier dan het was door zonder scrupules anatomische aanpassingen te maken, zoals ook Pablo Picasso dat later zou doen. Dienaangaande zij met name gewezen op de vreemde verlenging van de ruggengraat, die duidelijk enkele wervels te veel telt. Ook de pose is enigszins merkwaardig: op het eerste oog lijkt de odalisk een belichaming van indolentie en natuurlijke sensualiteit, maar bij nadere beschouwing blijkt haar houding stijf en gekunsteld. Met name het linkerbeen ligt in een door geen enkel model lang volgehouden stand.

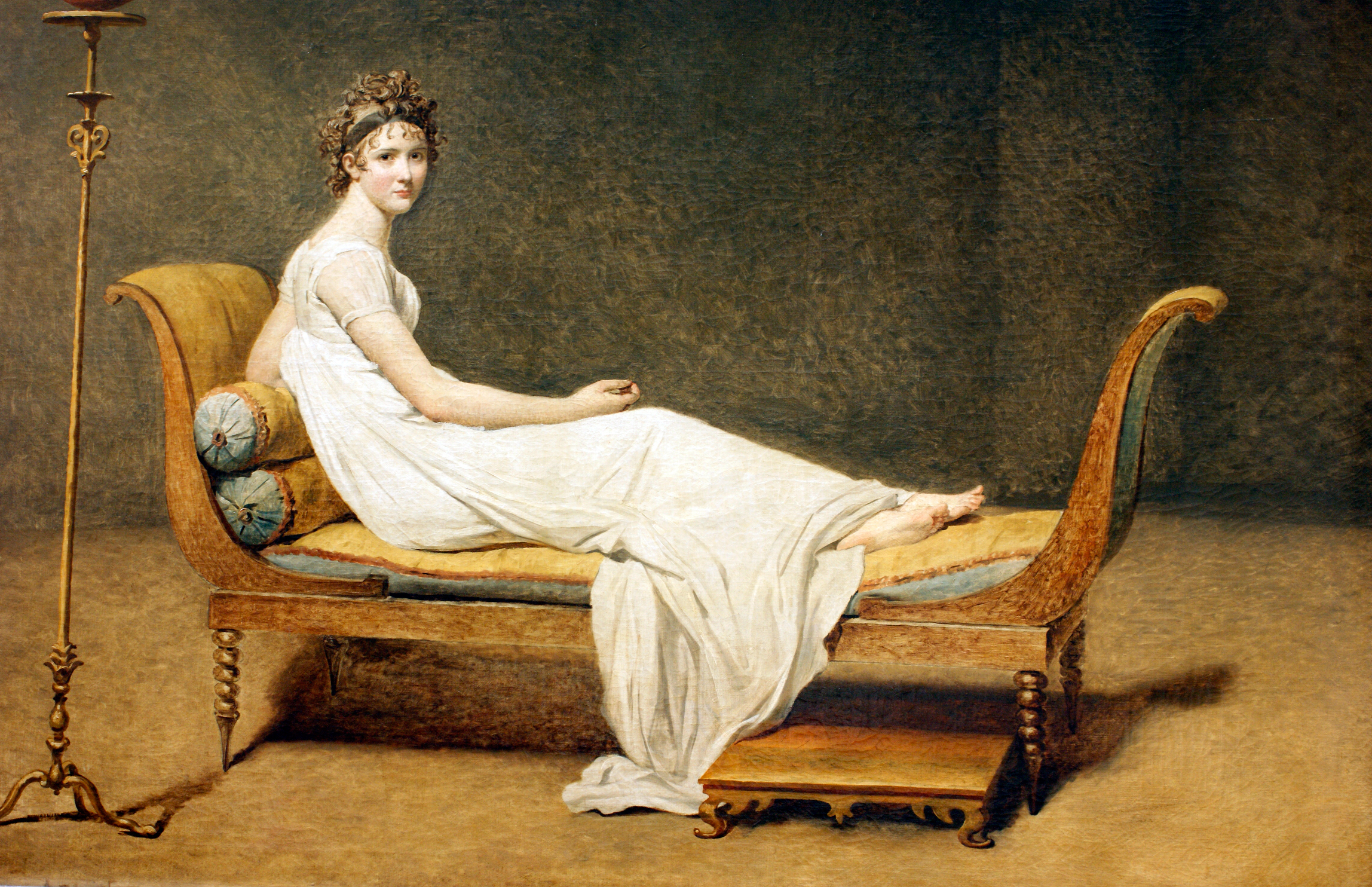
Madame Récamier (1800) van David, inspiratiebron voor La grande odalisque

Ingres suggereert met zijn Grande odalisk een oosterse sfeer, maar ook dat is bedrieglijk. De pauwenveren in haar hand, de fluwelen kussens, het gordijn en de sieraden lijken exotisch, maar zijn niet typisch oosters. Ook het kapsel den de hoofddoek refereren niet aan een islamitisch milieu. De vrouw zou evengoed een Franse gezelschapsdame kunnen zijn die zich omringd heeft met oriëntaals ogende spulletjes.

## Afstandelijk
Als meest typerend voor het schilderij is in de loop der tijd gaan gelden: de ongenaakbare afstandelijkheid van de odalisk. Ze ligt met haar lichaam afgewend en ziet de kijker van over haar schouder recht in de ogen. Haar blik lijkt iets mysterieus te hebben maar is ontdaan van alle warmte, een effect wordt nog versterkt door de donkere achtergrond en de koele kleuren van de stof en accessoires. Haar hooghartige houding is sceptisch, enigszins afwachtend. Ze legt een zelfbewustzijn aan de dag dat in die dagen nog verre van vanzelfsprekend was voor vrouwen.
La grande odalisque werd voor het eerst tentoongesteld op de Parijse salon van 1819 en baarde daar veel opzien. Er was vooral veel negatieve kritiek op de naar maniërisme neigende vertekeningen van het vrouwelijke figuur. De aanvankelijk afwijzende houding kan echter zeker ook in verband worden gebracht met de zelfverzekerde uitstraling van het model en een zekere kilheid, die onbewust moet hebben afgeschrikt.